# Moriñigo
Moriñigo är en ort i Spanien.   Den ligger i provinsen Provincia de Salamanca och regionen Kastilien och Leon, i den centrala delen av landet, 160 km väster om huvudstaden Madrid. Moriñigo ligger 804 meter över havet och antalet invånare är 134.
Terrängen runt Moriñigo är platt. Runt Moriñigo är det glesbefolkat, med 8 invånare per kvadratkilometer. Närmaste större samhälle är Santa Marta de Tormes, 18,0 km väster om Moriñigo. Trakten runt Moriñigo består till största delen av jordbruksmark.